# Mała Polana

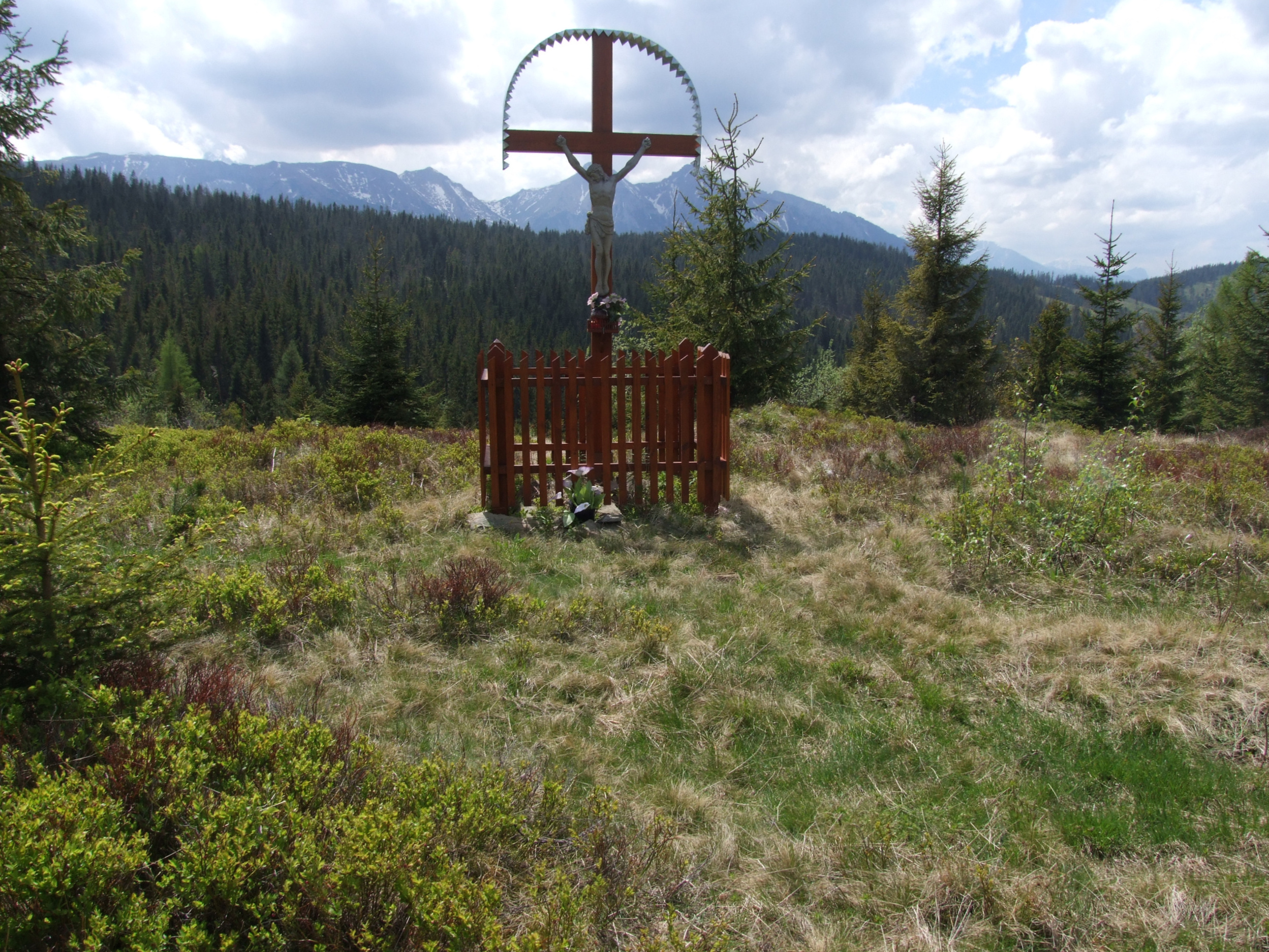
Łemkowski krzyż i widok na Tatry

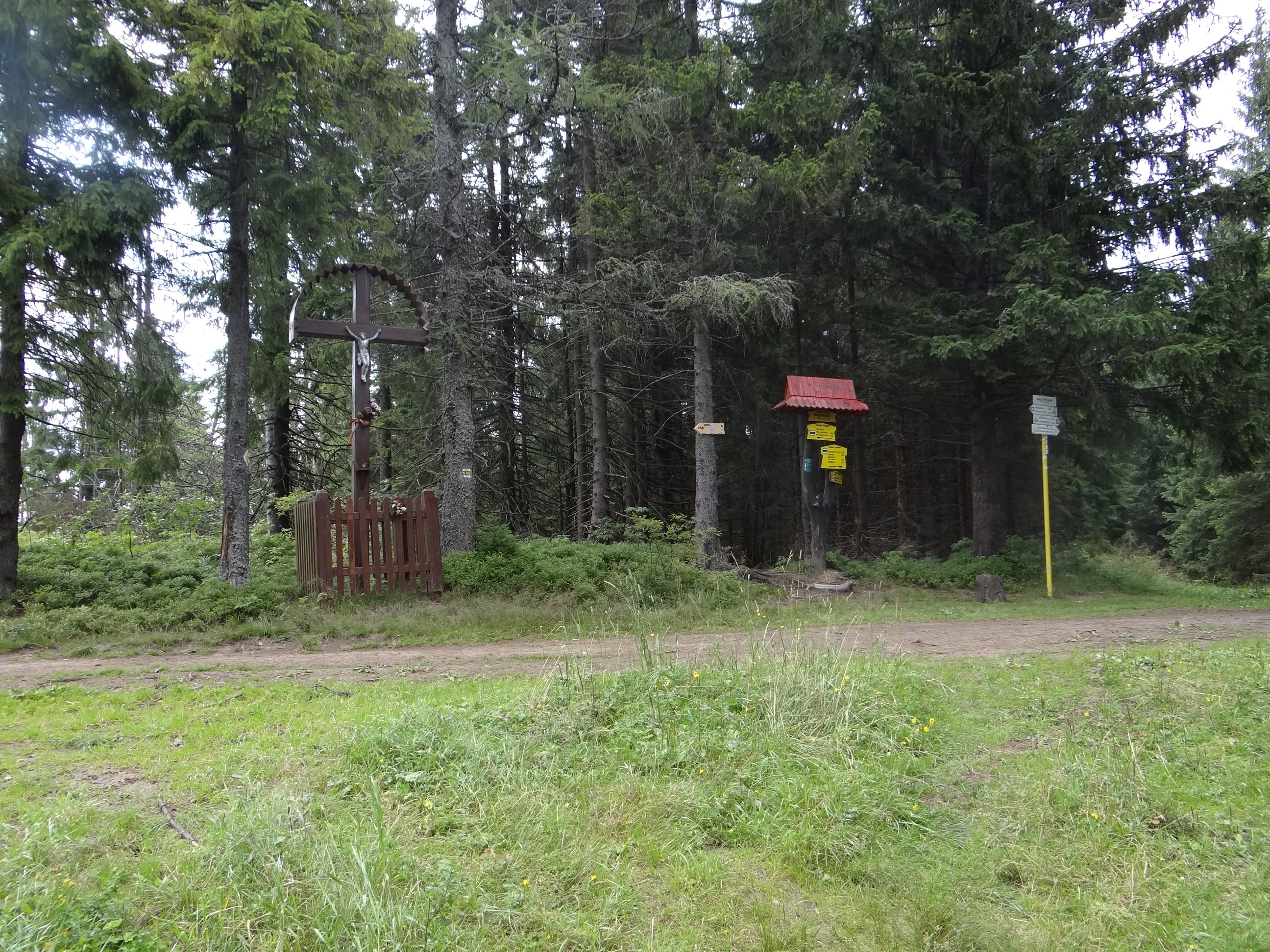
Rozdroże Malá poľana

Mała Polana (słow. Malá poľana) – polana w słowackiej Magurze Spiskiej. Znajduje się na północnym grzbiecie wierzchołka (1151 m), który poprzez Plašný vrch (1041 m) biegnie do Przełęczy Hanuszowskiej. Na polanie znajduje się odremontowany łemkowski krzyż. Z polany widoki na dolinę Frankowskiego Potoku, Magurkę i jej północny grzbiet oraz na Tatry. Dawniej polana była użytkowana, później zaprzestano jej użytkowana, wskutek czego stopniowo zarasta lasem. 
Obecnie nazwę Malá poľana nosi także skrzyżowanie szlaków znajdujące się nieco na południe od polany, w głównej grani Magury Spiskiej między Slodičovským vrchom a Bukoviną.

## Szlaki turystyczne
– żółty z Doliny Bachledzkiej przez Małą Polanę do Frankówki. 1.55 h, ↓ 1.40 h
  – głównym grzbietem biegnie szlak turystyki pieszej i rowerowej, odcinek z Średnicy w Zdziarze do Przełęczy Magurskiej. Czas przejścia 6.15 h